# Middleton Hall
Middleton Hall – przysiółek. w Anglii, w Northumberland, w dystrykcie (unitary authority) Northumberland, w civil parish Earle. Leży 23.2 km od miasta Alnwick, 66.3 km od miasta Newcastle upon Tyne i 464 km od Londynu. W 1951 roku civil parish liczyła 41 mieszkańców.